# Pekin (Illinois)
Pekin ist eine Stadt in der Mitte des amerikanischen Bundesstaats Illinois. Pekin liegt im Tazewell County und ist dessen Verwaltungssitz. Ein kleiner Teil des Stadtgebiets liegt im Peoria County. Die nächste größere Stadt ist Peoria, 15 km entfernt. Das U.S. Census Bureau hat bei der Volkszählung 2020 eine Einwohnerzahl von 31.731 ermittelt.

## Geographie
Nach den Angaben des United States Census Bureaus aus dem Jahr 2010 hat die City eine Gesamtfläche von 39,2 km², wovon 37,7 km² (oder 96,17 %) Land und 1,5 km² (oder 3,83 %) Gewässer sind.
Pekin liegt am Illinois River, und die John T. McNaughton Bridge verbindet die Stadt mit dem Teil, den sie im Peoria County annektiert hat.
Nahegelegene Städte sind unter anderem North Pekin, Marquette Heights, Creve Coeur, Groveland, Tremont, Morton, Washington, Lincoln, East Peoria, Peoria, Bartonville, Mapleton, Manito, Delavan, Dillon, Green Valley, Hopedale und South Pekin.

## Demographie
Zum Zeitpunkt des United States Census 2010 bewohnten Pekin 34.094 Personen. Die Bevölkerungsdichte betrug 994,1 Personen pro km². Es gab 14.714 Wohneinheiten, durchschnittlich pro km². Die Bevölkerung in Pekin bestand zu 96 % aus Weißen, 2,6 % Schwarzen oder African American, 0,1 % Native American, 0,1 % Asian, 0,0 % Pacific Islander, 0,9 % gaben an, anderen Rassen anzugehören und 1,1 % nannten zwei oder mehr Rassen. 2,4 % der Bevölkerung erklärten, Hispanos oder Latinos jeglicher Rasse zu sein.
Die Bewohner Pekins verteilten sich auf 13.380 Haushalte, von denen in 27 % Kinder unter 18 Jahren lebten. 44,1 % der Haushalte stellten Verheiratete, 13,8 % hatten einen weiblichen Haushaltsvorstand ohne Ehemann und 36,9 % bildeten keine Familien. 31,6 % der Haushalte bestanden aus Einzelpersonen und in 18,5 % aller Haushalte lebte jemand im Alter von 65 Jahren oder mehr alleine. Die durchschnittliche Haushaltsgröße betrug 2,32 und die durchschnittliche Familiengröße 2,88 Personen.
Die Bevölkerung verteilte sich auf 21,9 % Minderjährige und 16 % im Alter von 65 Jahren oder mehr. Der Median des Alters betrug 38,9 Jahre. Auf jeweils 100 Frauen entfielen 96,5 Männer. Bei den über 18-Jährigen entfielen auf 100 Frauen 104,7 Männer.
Das mittlere Haushaltseinkommen in Pekin betrug 41.913 US-Dollar und das mittlere Familieneinkommen erreichte die Höhe von 57.145 US-Dollar. Das Durchschnittseinkommen der Männer betrug 43.485 US-Dollar, gegenüber 24.177 US-Dollar bei den Frauen. Das Pro-Kopf-Einkommen belief sich auf US-Dollar. 12,3 % der Bevölkerung und 10,1 % der Familien hatten ein Einkommen unterhalb der Armutsgrenze, davon waren 19,4 % der Minderjährigen und 4,3 % der Altersgruppe 65 Jahre und mehr betroffen.

## National Register of Historic Places
- Carl Herget Mansion
- Pekin Federal Building
- Tazewell County Courthouse
- St. Louis, Peoria and Northern Railroad Depot

## Medien
In Pekin erscheint eine Tageszeitung, die Pekin Daily Times.

## Persönlichkeiten
- Christian Bonk (1807–1869), baptistischer Gemeindegründer
- Ormond Stone (1847–1933), Astronom und Mathematiker
- Sol Bloom (1870–1949), US-Kongressman (D-NY) und Musikverleger
- Everett Dirksen (1896–1969), Politiker
- Roger M. Freidinger (* 1947), Chemiker
- Susan Dey (* 1952), Schauspielerin